# NGC 855
NGC 855 (również PGC 8557 lub UGC 1718) – galaktyka eliptyczna (E), znajdująca się w gwiazdozbiorze Trójkąta. Odkrył ją William Herschel 26 października 1786 roku.